# Fade to Silence
Fade to Silence ist ein von Black Forest Games entwickeltes Survival-Spiel für Xbox One, PC und PlayStation 4. Es erschien am 30. April 2019. Das Spiel findet in einem postapokalyptischen Szenario in einer schneebedeckten Welt statt.

## Spielprinzip
Der Spieler steuert den Charakter Ash. Seine Aufgabe ist es, in der offenen Spielwelt bei niedrigen Temperaturen zu überleben. Dabei können andere Charaktere gerettet und rekrutiert werden. Darüber hinaus müssen Monster bekämpft werden.

## Entwicklung
Das Spiel wurde im Dezember 2017 bei den The Game Awards 2017 angekündigt, nachdem Publisher THQ Nordic das deutsche Entwicklerstudio Black Forest Games im August desselben Jahres übernommen hatte. Fade to Silence kam zuerst am 14. Dezember 2017 als Early-Access-Titel heraus. Am 30. April 2019 erschien schließlich die Release-Version mit neuen Features und der finalen Handlung.

## Rezeption
Das Spiel erhielt gemischte Kritiken von Kritikern. Viele lobten den Aufbau des Spiels und die Aspekte des Survivals, aber waren von der Geschichte des Spiels enttäuscht.
Laut dem deutschsprachigen Onlinemagazin 4Players habe das Spiel konzeptionell durchaus Reize. So sei das Kampfsystem von Dark Souls inspiriert, in der Ausführung sei das Spiel aber in jedem Aspekt voller Oberflächlichkeiten und Defizite, so dass kaum Spielspaß aufkomme.

„Nervige Dauertode, hakelige Kämpfe und technische sowie inhaltliche Defizite sorgen für Ernüchterung in diesem Survival-Abenteuer.“